# Kacper Grazziani
Kacper Grazziani (rum. Gașpar Grațiani; zm. 1620) – hospodar Mołdawii w latach 1619–1620.

## Życiorys
Pochodził z Chorwacji (być może był Istrorumunem), znając wiele języków pełnił różne funkcje na dworze sułtańskim, biorąc m.in. udział w różnych misjach dyplomatycznych. Sięgnął ostatecznie po ważne stanowisko tłumacza sułtańskiego. Przez kilka lat posiadał także tytuł księcia Naksos. Ta działalność oraz łapówki pozwoliły Grazzianiemu na sięgnięcie po hospodarski tron mołdawski po zmianie wyznania na prawosławne (w późniejszym okresie bardzo często funkcja tłumacza sułtańskiego pozwalała na objęcie tronów w państwach naddunajskich).
Po przybyciu do Mołdawii Grazziani obrócił się przeciwko sułtanowi i rozpoczął rokowania w celu zawarcia sojuszu z królem polskim Zygmuntem III Wazą. Być może jego ambicją było opanowanie także Wołoszczyzny i Siedmiogrodu. Zaniepokojony tym książę siedmiogrodzki Gábor Bethlen doniósł o knowaniach Grazzianiego Wysokiej Porcie. W efekcie w 1620 wyruszył na Mołdawię oddział turecki z zadaniem usunięcia Grazzianiego z tronu, został jednak wymordowany przez hospodara, zmasakrowano też kupców tureckich w Jassach. Taki obrót sprawy wymusił na Polsce przedwczesną i nieprzygotowaną interwencję w Mołdawii, która zakończyła się klęską w bitwie pod Cecorą. Grazziani, opuszczony przez większość Mołdawian, w obliczu porażki próbował ucieczki, został jednak zamordowany przez bojarów mołdawskich w miejscowości Branişte.